# Traktat londyński (1867)

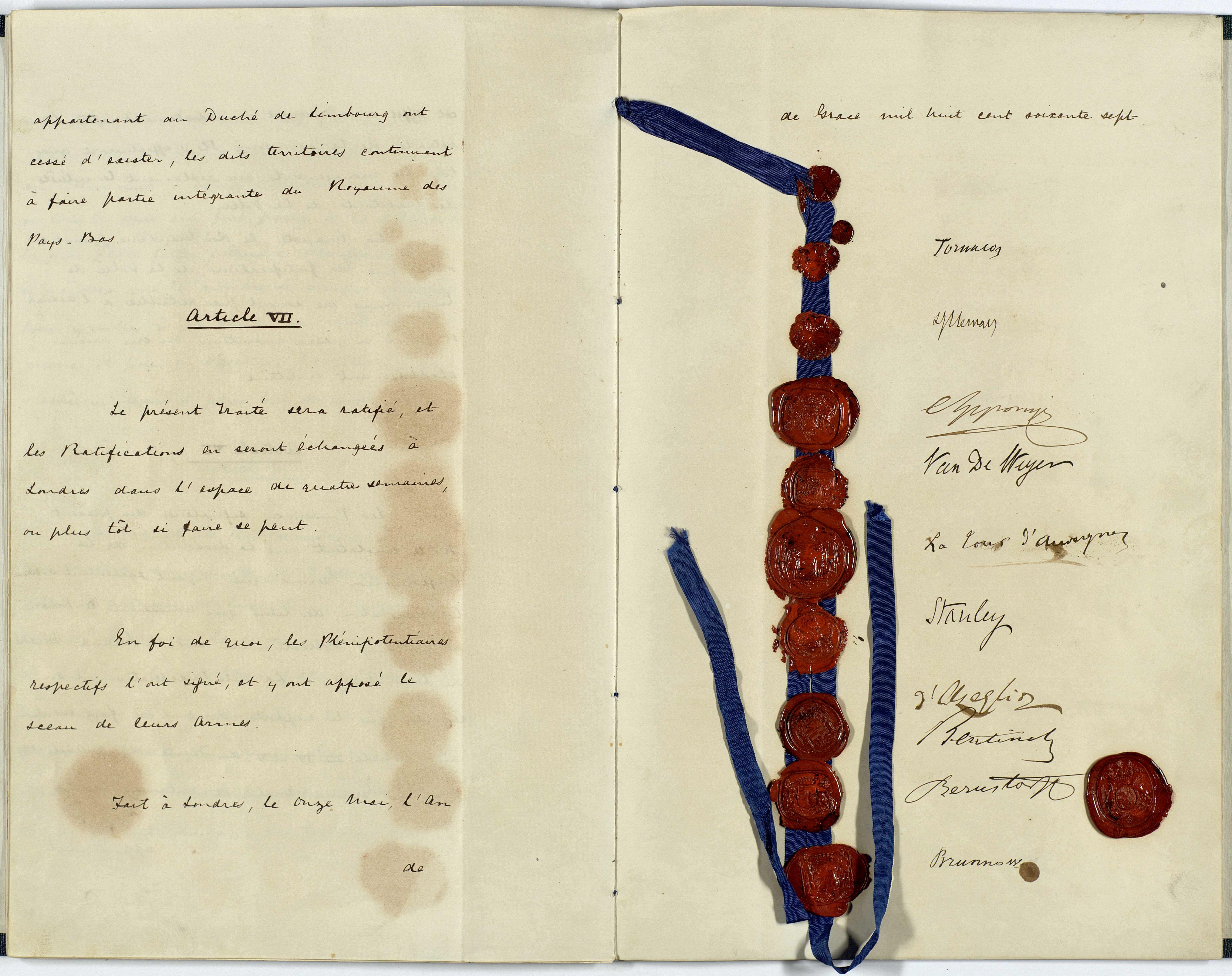
Traktat londyński.

Traktat londyński – traktat międzynarodowy podpisany 11 maja 1867 roku w konsekwencji "kryzysu luksemburskiego", wywołanego przez cesarza francuskiego Napoleona III, który po zwycięstwie Prus w wojnie z Austrią w 1866 (zob. wojna prusko-austriacka), zażądał Luksemburga jako rekompensaty za wstrzymanie się od udziału w wojnie. Propozycji francuskiej sprzyjał wielki książę Luksemburga Wilhelm III Holenderski, który miał otrzymać wysokie odszkodowanie, ale działania obu monarchów wzbudziły wielki protesty w Niemczech, przy czym Prusy jednocześnie przygotowywały się do wykorzystania sytuacji jako pretekstu do wojny z Francją. Ostatecznie na konferencji międzynarodowej w maju 1867 uznano Luksemburg za państwo niepodległe (choć wciąż pod berłem króla Niderlandów) i neutralne, objęte gwarancjami 5 europejskich mocarstw. Stolicę księstwa opuścił garnizon pruski, postanowiono też o zburzeniu  fortyfikacji twierdzy Luksemburg.